# Iogeton
Iogeton é um género botânico pertencente à família Asteraceae.